# Муховець (Нижньосілезьке воєводство)
Муховець (пол. Muchowiec) — село в Польщі, у гміні Стшелін Стшелінського повіту Нижньосілезького воєводства.
Населення — 219 осіб (2011).
У 1975-1998 роках село належало до Вроцлавського воєводства.

## Демографія
Демографічна структура станом на 31 березня 2011 року:
|          | Загалом | Допрацездатний вік | Працездатний вік | Постпрацездатний вік |
| -------- | ------- | ------------------ | ---------------- | -------------------- |
| Чоловіки | 114     | 33                 | 73               | 8                    |
| Жінки    | 105     | 18                 | 64               | 23                   |
| Разом    | 219     | 51                 | 137              | 31                   |